# Gouw (Germaans)

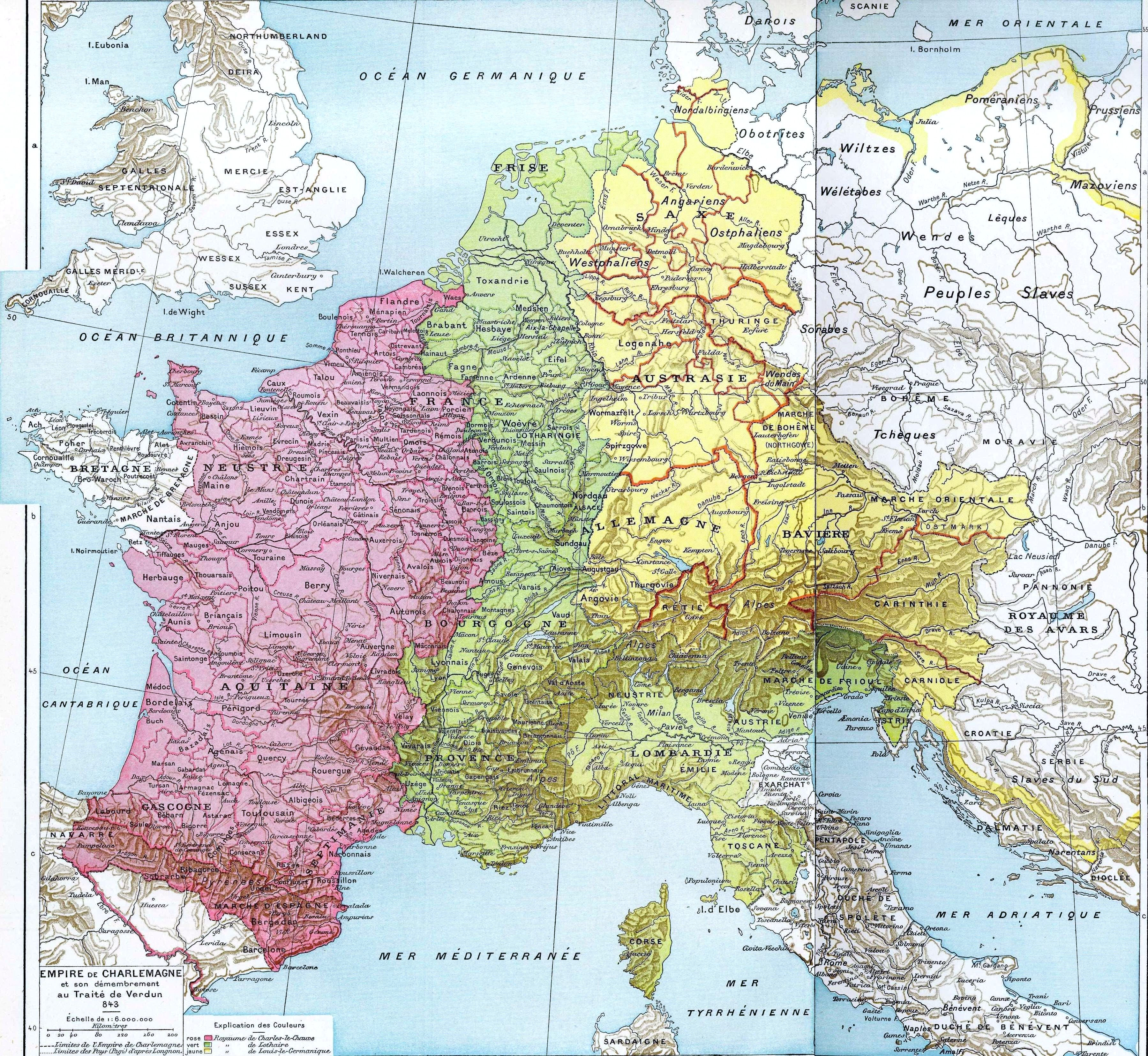
Vermoedelijke indeling van het Frankische Rijk omstreeks 840 (Vidal-Lablache, 1898)

Een gouw (Fries: goa, Gronings: go, Limburgs: goew) was een bestuurlijke eenheid in het Frankische Rijk en de Frankische deelrijken. Deze koninkrijken bestreken de huidige Benelux, Frankrijk, Duitsland, Zwitserland, Oostenrijk en delen van Italië. Soms herinneren streeknamen nog aan de verdwenen gouwen, zoals "Haspengouw" en "Henegouwen". In Duitsland komen eveneens veel streeknamen voor die eindigen op -gau (niet te verwarren met -au dat wijst op een rivierlandschap).
De gouwen worden schriftelijk vermeld van de 7e eeuw tot de 10e eeuw. In het Latijn wordt "gouw" gewoonlijk vertaald als pagus, het woord dat aan het einde van het Romeinse Rijk gebruikt werd in de ruime betekenis van "de omgeving rond een stadje". De Frankische gouwen waren daarentegen bestuurlijke entiteiten, en hierdoor nauwkeuriger afgelijnd. Meestal gaf de koning ze in leen aan een edelman, in dit geval een "gouwgraaf" genoemd. Veel gouwen werden ook als beneficie toegekend aan de Kerk. Dan fungeerde een bisschop, abt of abdis als wereldlijke leider over het gebied.
Wanneer gouwgraven verschillende gouwen bezaten, konden hun gouwen versmelten tot graafschappen en hertogdommen. Gouwen konden echter ook uiteenvallen in kleinere landjes (de latere heerlijkheden, eigengoederen en koningsgoederen). De gouwen van kerkelijke instanties, als ze erin slaagden onafhankelijk te blijven ten aanzien van naburige gouwgraven, evolueerden tot prinsbisdommen, abdijvorstendommen en voogdijen.
Binnen nazi-Duitsland (1939–1945) werd "gouw" tijdelijk opnieuw gebruikt als benaming voor de bestuurlijke eenheden (de zogenaamde Reichsgaue).

## Functies

### Bestuurlijke functie
Ten tijde van het Romeinse Rijk heetten de kleinste bestuurlijke eenheden civitates. Het woord pagus bestond maar werd gebruikt als een niet-afgelijnd gebied rond de hierin gelegen stadjes. In het Frans bestaat het woord pagus nog in de vorm van pays: een "streek" of "landje". Tegen het jaar 500 waren de meeste civitates in Gallië onder controle gekomen van de Franken. Meer nog dan de Romeinen, verdeelden de Franken en andere Germaanse volkeren de gemeenschappelijke ruimte in private domeinen. De civitates versnipperden tot gouwen, elk met een plaatselijke heerser.
In de meeste gevallen bestreken de gouwen volledige valleien, waarbij de hoger gelegen, dun bevolkte, beboste stroken rond de waterscheiding fungeerden als een logisch grensgebied. Kenmerkend voor dit principe waren de Henegouw (aan weerszijden van de Hene), de Maasgouw (Maas) en de Gulikgouw (Roer). In vlakke landschappen vormden echter niet zozeer waterscheidingen een natuurlijk obstakel, maar brede rivieren en moerassen.  Een voorbeeld hiervan is de Schelde, aangeduid als west- en noordgrens van de Brabantgouw.
De koning beloonde zijn trouwste vazallen met de heerschappij en de inkomsten uit de gouwen. Bij het overlijden van een gouwgraaf – of bij een confiscatie in geval van wangedrag of ontrouw – viel de gouw terug aan de koning, die ze opnieuw in leen gaf aan een andere vazal. Aanvankelijk kon hij de nieuwe gouwgraaf vrij kiezen; gouwen waren als publiek bezit niet onderworpen aan het erfrecht. Bij privébezittingen speelde het erfrecht wél een rol. Na enige tijd werden de gouwen eveneens beschouwd als erfelijk, waarbij de erfgenamen zich uit eigen beweging tot de koning wendden (de leenverheffing) om het leengoed te mogen overnemen (de belening). Uit deze erfelijkheid ontstond het feodalisme.

### Wetgevende en rechterlijke functie

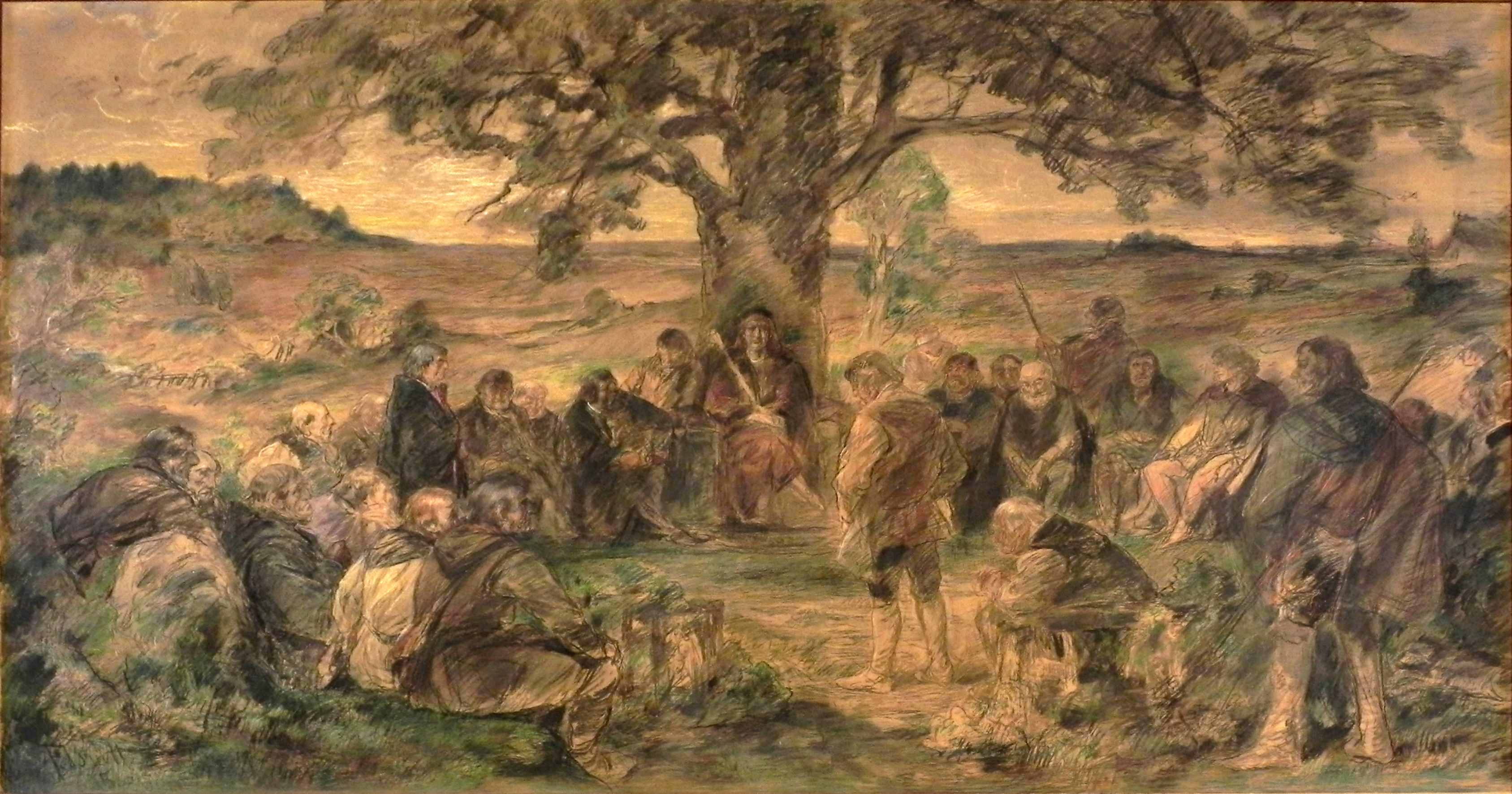
Een gouwding (Brütt, ± 1920)

Van oudsher beschikten Germaanse gemeenschappen over een volksvergadering, de ding. Dit was een bijeenkomst van alle vrije en weerbare mannen (de "dinggenoten") in een bepaald gebied. De ding kwam elk jaar samen op vaste dagen. Vanwege het hoge aantal dinggenoten verzamelde men op een vaste plaats in de openlucht. De ding besprak belangrijke zaken, nam besluiten en vaardigde wetten uit. Indien er een misdaad gepleegd was en bij geschillen, kwam de ding samen om een vonnis te vellen volgens een oud, plaatselijk gewoonterecht.
Voor de Frankische koningen was het aanstellen van gouwgraven een manier om gebieden onder controle te brengen van vazallen die hen rechtstreeks trouw verschuldigd waren. De dinggenoten werden ondergeschikt aan hun gouwgraaf en de ding geraakte in onbruik. Ten tijde van Karel de Grote was het de gewoonte dat de gouwgraaf de wetgeving en rechtspraak in zijn gouw uitbesteedde aan een ambtenaar, de scabinus oftewel "schepen". Doordat er later andere schepenen bij kwamen, ontstonden uiteindelijk de permanente schepenbanken, in de Nederlanden voornamelijk gedurende de 12e eeuw.

## Lijst van bekende gouwen
In de schriftelijke bronnen vóór het jaar 1000 worden gouwen aangeduid aan de hand van hun hoofdplaats (bijv. de pagus Bononiensis), een rivier (bijv. de Maasgouw), een windstreek (bijv. de Oosterbant) of een bevolkingsgroep (bijv. de Vermandois). Soms is in de bronnen slechts sprake van "de gouw van graaf X", of van een totaal aantal gouwen in een bepaalde regio. In dat geval berust het bestaan van de gouw op hypothesen van historici, en blijft enige voorzichtigheid geboden bij de reconstructies.
De buitengrenzen van de Frankische gouwen zijn meestal nog na te volgen, doordat de meeste grenzen nog eeuwenlang dienstdeden als politieke grenzen tussen feodale staten, of als interne grenzen tussen meierijen, ambachten, kasselrijen enz. Vaak wordt ook teruggegrepen op kerkelijke indelingen, in het bijzonder de grenzen tussen oude (aarts)dekenaten. Voor het gemak worden de gouwen hieronder gesitueerd aan de hand van tegenwoordige steden en gebieden, hoewel de bewoning en streeknamen zeer verschillend waren in de periode 500–1000.

### Nederland
- Van Vlieland tot de Rijndelta:

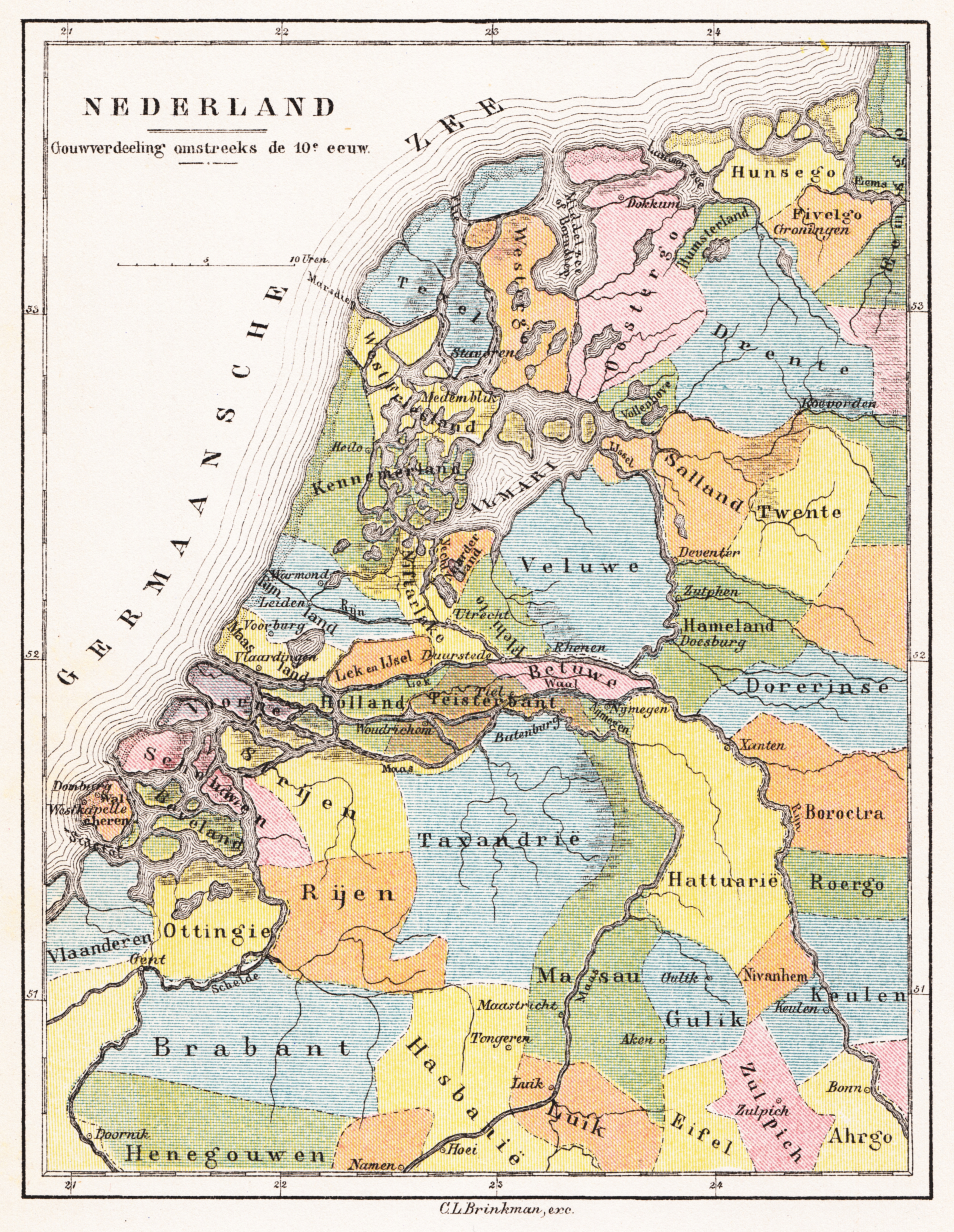
Mogelijke reconstructie van de gouwen in Nederland (Brinkman, 1890)

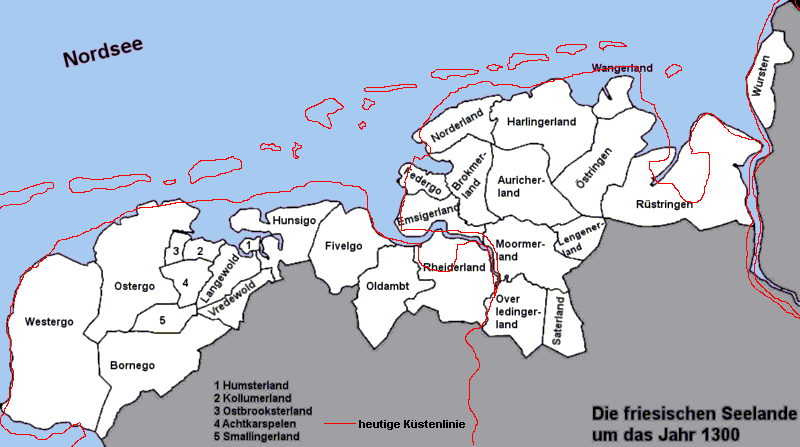
De vermoedelijke gouwen in Friesland en Oost-Friesland

  - Texla, tegenwoordig de eilanden Texel en Vlieland
  - Wiron, de streek rond Wieringen
  - Westflinge, het latere West-Friesland
  - Kennemerland rond Beverwijk

- In het gebied tussen de huidige Afsluitdijk en de grens met Duitsland:
  - Westergo rond Franeker
  - Oostergo rond Dokkum
  - Zuidergo rond Stavoren
  - Bornego (later "Zevenwouden") rond Heerenveen
  - Hugmerchi[1] of het Humsterland, rond Oldehove
  - Huns(in)go[1] rond Winsum
  - Fivel(in)go[1] met Loppersum en delen van het Oldambt
  - Reidergo rond de latere Dollard
  - Agradingo [de] met Westerwolde en Meppen

- Ten oosten van het IJsselmeer:
  - Treanth[1] oftewel Drenthe
  - de Swifterbant nabij Lelystad
  - Agridiocensis sive Umbalaha,[2] mogelijk te situeren rond Ommen
  - Salon,[2] het tegenwoordige Salland
  - Tueanti[1] oftewel Twente
  - de IJsselgouw[1] rond Deventer
  - het Hamaland rond Doetinchem
  - Felua[1] oftewel de Veluwe

- In het gebied ten zuiden van het IJsselmeer maar ten noorden van de Bergsche Maas:
  - Nifterlake rond Muiden
  - het Rijnland rond Leiden
  - Germepi rond Woerden
  - Flethite rond Utrecht
  - Opgooi rond Houten
  - Isla et Lake (genoemd naar de Hollandse IJssel en de Lek) rond Schoonhoven
  - het Masaland rond Rotterdam
  - de heerlijkheid Strijen rond Dordrecht
  - de Teisterbant oftewel de Neder-Betuwe
  - Batua[1] of de Over-Betuwe
  - de pagus Leomerike[1] of de Liemers rond Zevenaar
  - de Tubalgo of Duffelgouw tussen Nijmegen en Kleef

- Ten zuiden van de Bergsche Maas:
  - Scaldis[1] (Schouwen) ten noorden van de Oosterschelde
  - Walacra (Walcheren) ten zuiden van de Oosterschelde
  - de pagus Rodanensis, mogelijk rond Aardenburg maar dit is niet zeker
  - Toxandrië, met Noord-Brabant en de aangrenzende delen in België
  - Hattuaria[1] of de Hettergouw rond Cuijk
  - de Mulgouw tussen Cuijk en Venlo
  - Masau of de Maasgouw tussen Venlo en Maastricht

### België en Luxemburg

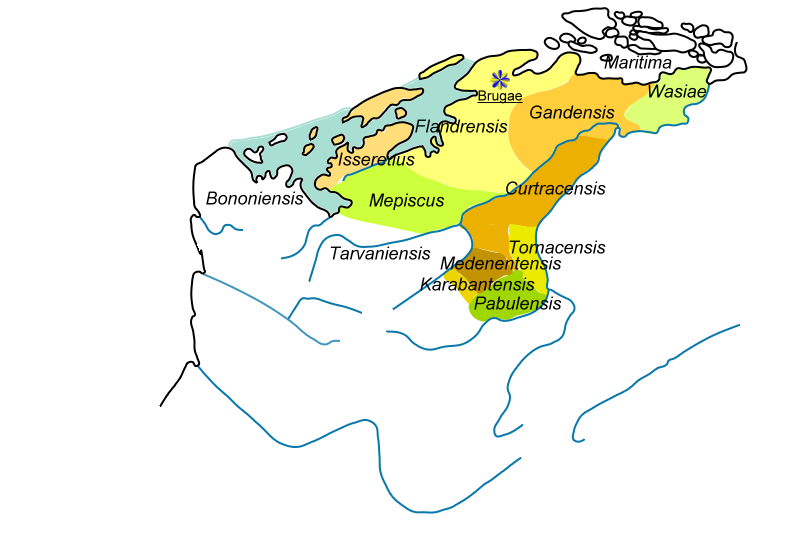
Gouwen aan de oorsprong van het graafschap Vlaanderen

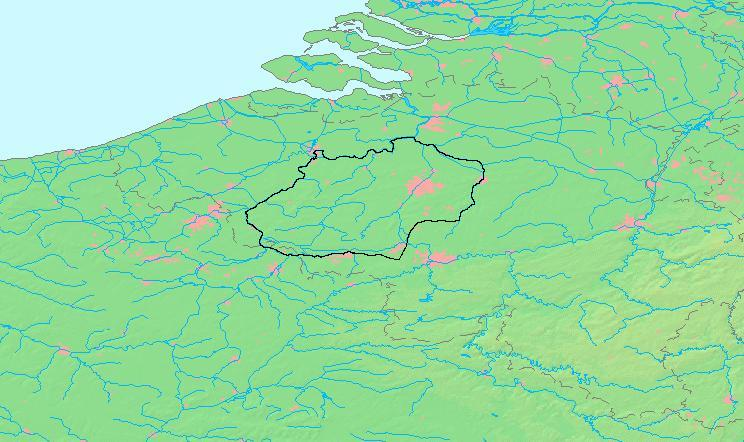
Mogelijke omvang van de Brabantgouw

- In West-Vlaanderen en Oost-Vlaanderen:
  - de Vlaanderengouw (Latijn: pagus Flandrensis) rond Brugge
  - de Gentgouw of pagus Gandensis, rond Gent
  - de IJzergouw of pagus Isseretius[1] rond Ieper
  - de Kortrijkgouw of pagus Curtracensis, met Kortrijk en Oudenaarde
  - de Waasgouw of pagus Wasiae rond Sint-Niklaas

- In Antwerpen, Vlaams-Brabant en Belgisch-Limburg:
  - het Land van Rijen of de pagus Renensium rond Antwerpen
  - Toxandrië of Taxandrië (de Kempen in Antwerpen, Belgisch-Limburg en Noord-Brabant)
  - de Brabantgouw of pagus Bracba(n)tensis met Brussel en Aalst
  - Bruningerode rond Hoegaarden
  - de Haspengouw of pagus Hasbaniensis[1] rond Borgloon
  - Masau of de Maasgouw op beide oevers van de Maas

- In Wallonië:
  - de Doornikgouw of pagus Tornacensis rond Doornik
  - de Henegouw of pagus Hanoniensis met Bergen en Valenciennes
  - de Lommegouw of pagus Lomacensis rond Namen
  - de Luikgouw of pagus Leuhius tegenover Luik
  - de Condroz of pagus Condrusus rond Ciney
  - de Arrelais rond Aarlen
  - de Ardennengouw of pagus Arduennensis, de voorloper van het graafschap Luxemburg

### Frankrijk
- In de regio Hauts-de-France:

Vermoedelijke gouwen in het koninkrijk Bourgondië

  - de Mepsegouw of pagus Menpiscus rond Kassel
  - de gouw Boulogne of pagus Bononiensis
  - Ponthieu of pagus Pontivus rond Abbeville
  - de gouw rond Terwaan oftewel pagus Tarwanensis
  - de pagus Leticus rond Béthune
  - Mélantois, Carembault en Pévèle waren kleine gouwen rond Rijsel
  - de gouw rond Arras of pagus Atrebatensis (of pagus Scarbeius, de "gouw aan de Scarpe") was een voorloper van het graafschap Artesië
  - de Oosterbant rond Marchiennes
  - de gouw van Kamerijk of pagus Cameracensis
  - de Vermandois of pagus Viromandensis rond Saint-Quentin

- In de regio Grand Est:
  - de Methingouw (Latijn: pagus Matensis; Duits: Methingau; Frans: Methingowe) rond Longwy
  - de Metzgouw rond Metz
  - de Woëvre of pagus Ivotius rond Toul
  - de Nordgau rond Straatsburg (een gelijknamige gouw bestond ook in Duitsland). Een bezit van Eticho I en diens nakomelingen tot in de 11e eeuw. Vervolgens werd de gouw verdeeld tussen het Huis Habsburg, het prinsbisdom Straatsburg en de rijksstad Straatsburg.
  - de Sundgouw nabij Belfort

### Duitsland
- In het voormalige Oost-Friesland:
  - het Norderland rond Dornum
  - het Harlingerland rond Wittmund

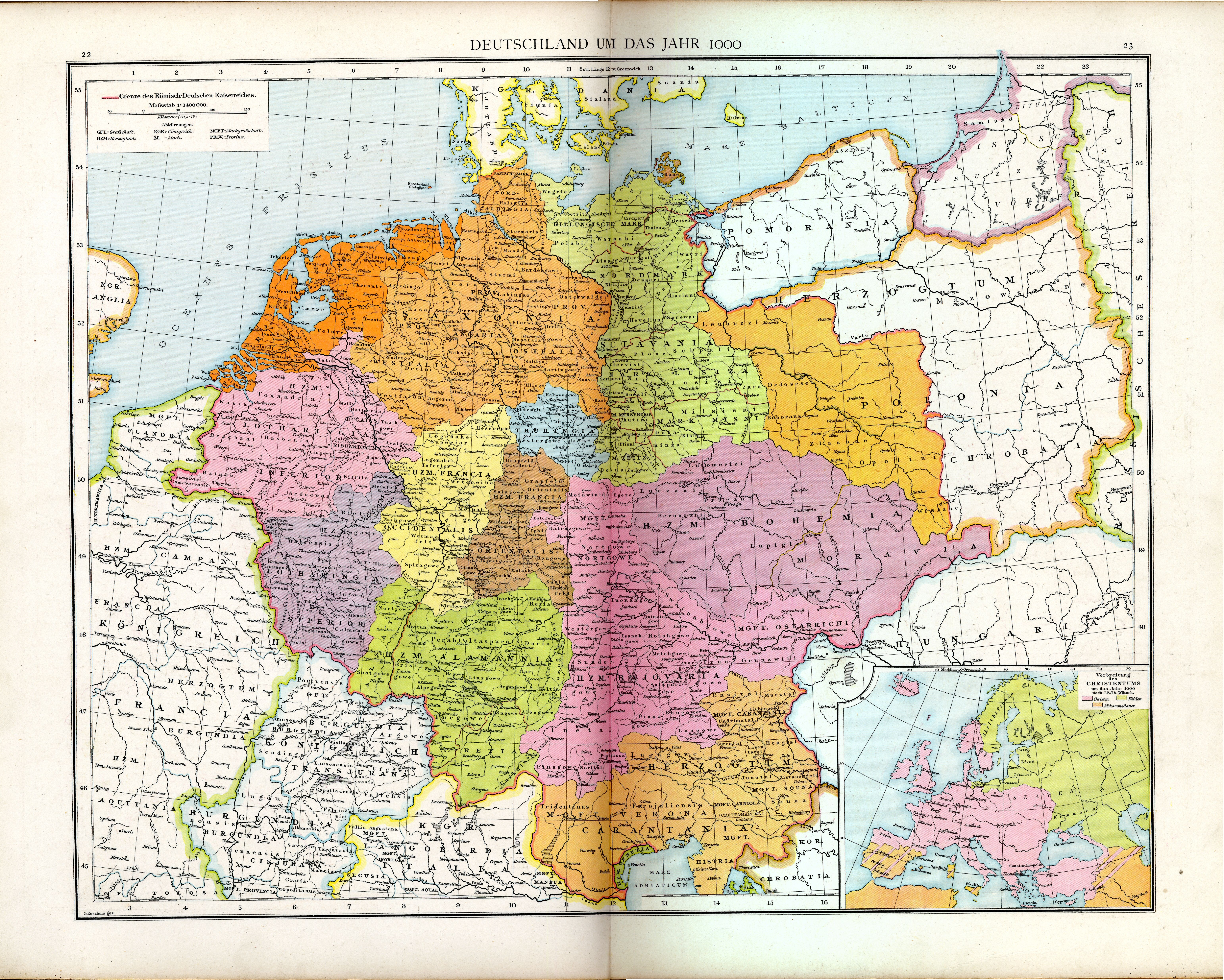
Vermoedelijke indeling van het Heilige Roomse Rijk rond het jaar 1000 (Droysen, 1886)

  - het Wangerland rond de gelijknamige gemeente
  - Östringen rond Jever
  - Rustringen rond Wilhelmshaven
  - de Federgo rond Krummhörn
  - het Emsigerland of de Eemsgo, rond Emden
  - het Broekmerland, met het huidige Brookmerland en Südbrookmerland
  - het Auricherland rond Aurich
  - het Moormerland rond Warsingsfehn
  - het Overledingerland rond Rhauderfehn

- Langs de grens met Nederland en België:
  - North Tuianti (letterlijk "noordelijk Twente"), het latere graafschap Bentheim
  - de Gulikgouw of pagus Juliacensis, de voorloper van het graafschap Gulik
  - de Eifelgouw in de Eifel, rond Monschau
  - de Bidgouw of pagus Bedensis rond Bitburg

- Elders in Duitsland:
  - Alpgau: graafschap tussen de Rijn en het Zwarte Woud
  - Altgau: klein graafschap rond Bad Tennstedt en Großfurra
  - Ammergau: ten westen en ten zuidwesten van München
  - Anglachgau: de oostelijke Rijnoever tussen Rastatt en Mannheim
  - Argengau: graafschap aan het Bodenmeer, rond de stad Lindau. Rothard, de stamvader van de Welfen, werd in 769 graaf van de Argengau. Later vormde de Argengau de kern van de Duitse bezittingen van de Welfen.
  - Auelgau: graafschap op de oostelijke oever van de Rijn, tegenover Bonn
  - Augstgau: graafschap rond Augsburg en Landsberg
  - Balsamgau: graafschap ten noorden van Maagdenburg
  - Bardengouw: graafschap rond Bardowick
  - Bertoldsbaar: gebied vanaf de bron van de Donau tot het stroomafwaarts gelegen Ulm
  - Bliesgau: graafschap rond Blieskastel
  - Bonngau: graafschap rond Bonn
  - Breisgau: graafschap rond Breisach am Rhein
  - Brettachgau: klein graafschap ten oosten van Heilbronn
  - Chiemgau: graafschap rond het Beierse Meer
  - Derlingouw: graafschap ten oosten van Braunschweig
  - Donaugau: graafschap rond Regensburg, voornamelijk ten zuiden van de Donau
  - Eichsfeld: graafschap ten zuiden van de Harz en ten oosten van Göttingen
  - Elsenzgau: graafschap rond de Elsenz, ten oosten van Heidelberg
  - Engersgau: graafschap rond Neuwied
  - Enzgau: graafschap rond de Enz, ter hoogte van Vaihingen an der Enz
  - Eritgau: betrekkelijk klein graafschap tussen de Donau (ten noorden), de Linzgau (ten westen en ten zuiden) en de Folchotsbaar (ten oosten)
  - Harzgau: graafschap rond Halbertstadt en Quedlinburg
  - Haistergau: gebied rond Bad Waldsee
  - Hasegau: gebied rond de rivier Hase
  - Hassegau: graafschap ten westen van Merseburg
  - Hegau: betrekkelijk klein graafschap tussen de Rijn en de Donau
  - Hessengouw: graafschap aan weerszijden van de Fulda, rond Fritzlar en Kassel
  - Gellepgau
  - Gotzfeldgau: graafschap ten zuiden van Frankfurt am Main
  - Grabfeld: uitgestrekt graafschap tussen Fulda (ten westen), Schweinfurt (ten zuiden) en het Thüringerwoud (ten noordoosten). Later werd het verdeeld in een westelijk en een oostelijk graafschap, waarbij de grens ongeveer samenviel met de Rhön.
  - Helmegau: graafschap rond het riviertje Helme, vanaf Kelbra/Wallhausen tot aan de samenvloeiing met de Saale
  - Kinziggau: graafschap rond de Kinzig, een zijrivier van de Main
  - Klettgau: gebied rond Waldshut-Tiengen
  - Königssondergau (letterlijk "bijzondere gouw van de koning"): zie Unterrheingau
  - Kraichgau: gebied tussen Karlsruhe en Heilbronn
  - Lahngau: het stroomgebied van de Lahn, stroomopwaarts vanaf Limburg an der Lahn. Later werd het graafschap verdeeld in de Opper- en Neder-Lahngouw.
  - Lerigau
  - Liesgau: graafschap ten zuidwesten van de Harz en ten oosten van Göttingen
  - Linzgau: graafschap tussen het Bodenmeer en de Donau
  - Lobdengau: graafschap aan de benedenloop van de Neckar
  - Maingau: graafschap aan weerszijden van de Main, ten oosten van Frankfurt am Main
  - Marstengau: graafschap ten westen van Hannover
  - Moselgau: graafschap aan weerszijden van de Moezel
  - Nahegau: graafschap aan weerszijden van de Nahe
  - Nibelgau: graafschap rond Leutkirch im Allgäu
  - Niddagau: graafschap rond de rivier Nidda
  - Nordgau: markgraafschap tussen Regensburg en Bohemen. Dezelfde gouwnaam bestond in Frankrijk.
  - Nordthüringgau: graafschap ten westen van Maagdenburg
  - Oberrheingau: graafschap tussen Frankfurt am Main en Mannheim. De zuidelijke helft van de oudere Rheingau (zie verder).
  - Ortenau: graafschap tussen de Rijn (ten westen), de Breisgau (ten zuiden), het Zwarte Woud (ten oosten) en de grens met Baden-Baden (ten noorden)
  - Pfinzgau: graafschap ten oosten van Karlsruhe
  - Radenzgau: tegenwoordig het grootste deel van de streek Oberfranken
  - Rammachgau: graafschap ten zuiden van de Donau. Omliggende gouwen waren de Haistergau (ten zuiden), het Ruadolteshuntare (ten westen), de Illergau (ten oosten), het Ruadolteshuntare en de Illergau (beiden ten noorden).
  - Rheingau: graafschap op de oostoever van de Rijn. Aan het einde van de 8e eeuw in tweeën gesplitst met de Main als tussengrens (zie Oberrheingau en Unterrheingau).
  - Ruhrgau: graafschap aan de Ruhr, rond Essen
  - Saalgau: graafschap tussen de Main (ten zuiden) en de gouw Grabfeld (ten noorden)
  - Schongau: graafschap rond Memmingen
  - Schwabengau: graafschap tussen Quedlinburg (ten westen) en de Saale (ten oosten)
  - Schweinachgau: graafschap tussen Regenzburg en de grens met Oostenrijk
  - Serimunt: graafschap tussen de rivieren Saale (ten westen) en Elbe (ten oosten)
  - Speyergau: graafschap rond de stad Speyer oftewel Spiers
  - Sülichgau: graafschap rond Tübingen
  - Sundergau: graafschap tussen de Isar en de Inn
  - Tilithigau: graafschap rond Hamelen
  - Thüringgau: graafschap rond Erfurt
  - Triergau: graafschap rond Trier
  - Tullifeld, ook wel "de Westergau van Thüringen" genoemd
  - Ufgau: op de rechter Rijnoever, ter hoogte van Oos
  - Unterrheingau: graafschap op de oostoever van de Rijn. De noordelijke helft van de oudere Rheingau (zie hoger). Hij werd ook Königssondergau genoemd omdat hij gecreëerd was als een persoonlijk bezit van Karel de Grote, op dat moment nog koning.
  - Volkfeld: graafschap ten westen van Bamberg
  - Wetigau of Wesigau: graafschap ten noorden van Paderborn
  - Wetterau: graafschap rond de Wetter, een zijrivier van de Nidda
  - Wigmodië: ten noorden van Bremen
  - Wingarteiba: graafschap ten oosten van de Neckar
  - Wormsgouw: graafschap rond Worms en Mainz. Tot de 10e eeuw reikte het verder noordwaarts tot Koblenz.
  - Zülpichgouw: graafschap rond Euskirchen

### Zwitserland

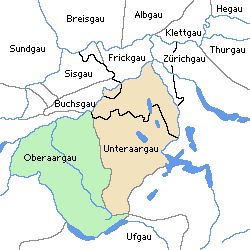
Vermoedelijke gouwen in het 10e-eeuwse Zwitserland

- Aargau: het huidige kanton Aargau, met delen van Basel-Landschaft en Luzern. Bestaat tegenwoordig uit:
  - de Oberaargau
  - de Unteraargau
- Augstgau
  - Frickgau
  - Sisgau
  - Buchsgau
- Thurgau: omvatte ongeveer de kantons Thurgau, Sint-Gallen en Appenzell
- Zürichgau: omvatte ongeveer de kantons Zürich, Zug, Schwyz, Glarus en Uri

## Oostenrijk en Noord-Italië
- Leobengau: graafschap rond Leoben
- de Oostmark van Beieren: markgraafschap dat ongeveer samenviel met de Oostenrijkse deelstaat Neder-Oostenrijk
- Rheingau: graafschap rond Bregenz
- Traungau: graafschap dat ongeveer samenviel met Opper-Oostenrijk en Stiermarken
- Vinschgau: het westelijke deel van Zuid-Tirol

## Voetnoten
1. 1 2 3 4 5 6 7 8 9 10 11 12 13  Handboek tot de staatkundige geschiedenis der Nederlanden: De Middeleeuwen (1979) door Prof. Dr. I. H. Gosses, geheel omwerkt door Prof. Dr. R. R. Post. Uitgeverij Martinus Nijhoff bv, 's-Gravenhage.
2. 1 2  Ommervechtdagen.nl Hanzestad in het Vechtdal - een verslag van de handel en wandel in het middeleeuwse Ommen en omgeving.